# 20 يوليو
- السبت
- الأحد
- الاثنين
- الثلاثاء
- الأربعاء
- الخميس
- الجمعة

- 283 محرم 1447  هـ
- 294 محرم 1447  هـ
- 305 محرم 1447  هـ
- 16 محرم 1447  هـ
- 27 محرم 1447  هـ
- 38 محرم 1447  هـ
- 49 محرم 1447  هـ
- 510 محرم 1447  هـ
- 611 محرم 1447  هـ
- 712 محرم 1447  هـ
- 813 محرم 1447  هـ
- 914 محرم 1447  هـ
- 1015 محرم 1447  هـ
- 1116 محرم 1447  هـ
- 1217 محرم 1447  هـ
- 1318 محرم 1447  هـ
- 1419 محرم 1447  هـ
- 1520 محرم 1447  هـ
- 1621 محرم 1447  هـ
- 1722 محرم 1447  هـ
- 1823 محرم 1447  هـ
- 1924 محرم 1447  هـ
- 2025 محرم 1447  هـ
- 2126 محرم 1447  هـ
- 2227 محرم 1447  هـ
- 2328 محرم 1447  هـ
- 2429 محرم 1447  هـ
- 2530 محرم 1447  هـ
- 261 صفر 1447  هـ
- 272 صفر 1447  هـ
- 283 صفر 1447  هـ
- 294 صفر 1447  هـ
- 305 صفر 1447  هـ
- 316 صفر 1447  هـ
- 17 صفر 1447  هـ

20 يوليو أو 20 تمُّوز أو 20 يوليه أو يوم 20 \ 7 (اليوم العشرون من الشهر السابع) هو اليوم الأول بعد المئتين (201) من السنوات البسيطة، أو اليوم الثاني بعد المئتين (202) من السنوات الكبيسة وفقًا للتقويم الميلادي الغربي (الغريغوري). يبقى بعده 164 يوما لانتهاء السنة.

## أحداث
- 1402 - جيش تيمورلنك المغولي ينتصر على جيش بايزيد الأول العثماني عند جبق أباد، حيث انتهت المعركة بهزيمة العثمانيين وأسر السلطان بايزيد الأول.
- 1944 - نجاة الزعيم النازي أدولف هتلر من محاولة اغتيال قادها الضابط في الجيش كلاوس فون شتاوفنبرج.
- 1949 - توقيع اتفاقية هدنة بين إسرائيل وسوريا.
- 1951 - اغتيال ملك الأردن عبد الله الأول وهو في طريقه إلى صلاة الجمعة في المسجد الأقصى بالقدس، وتبعه تتويج ابنه الملك طلال بن عبد الله على عرش الأردن.
- 1953 - انعقاد أول مؤتمر لوزراء المال والاقتصاد العرب في مدينة شتورة اللبنانية، واستمر حتى 10 أغسطس.
- 1961 - الكويت تنضم إلى جامعة الدول العربية.
- 1969 - أبولو 11 يحط على سطح القمر.
- 1974 - الجيش التركي يغزو الجزء الشمالي من جزيرة قبرص بعد تسعة أيام من الانقلاب العسكري الموالي لليونان.
- 1987 - ولي العهد ورئيس الوزراء الكويتي الشيخ سعد العبد الله الصباح يعلن أن قيام الكويت باستئجار بعض الناقلات وإعادة تسجيل عدد من الناقلات الكويتية لدى دول صديقة كان نتيجة استمرار الاعتداءات على السفن الكويتية جراء الحرب العراقية الإيرانية.
- 1994 - وزير خارجية إسرائيل شمعون بيريز يقوم بزيارة إلى الأردن، وهي أرفع زيارة يقوم بها مسؤول إسرائيلي إلى الأردن.
- 2002 - الحكومة السودانية والحركة الشعبية لتحرير السودان تعلنان في كينيا توصلهما إلى إطار لمباحثات إحلال السلام وإنهاء الحرب الدائرة في جنوب السودان منذ عام 1982.
- 2004 - الجمعية العامة للأمم المتحدة تتبنى وبأغلبية ساحقة قرارًا يطالب إسرائيل بتفكيك معظم أجزاء الجدار العازل الذي أنشأته في الضفة الغربية.
- 2014 - أكثر من 70 قتيلًا في مجزرة الشجاعية التي ارتكبها سلاح المدفعية الإسرائيلي في الحرب على غزة.
- 2015 - تفجيرٌ في بلدة سُروج بمُحافظة أورفة التُركيَّة يُخلِّف 32 قتيلًا وأكثر من 100 جريح.
- 2021 - مركبة نيو شيبرد تقوم بأول رحلة مأهولة، وعلى متنها أربعة ركاب، فيما يُعد أول رحلة فضائية تجارية.
- 2022 -
  - إصابة قرية برخ في ناحية دركار التابعة لقضاء زاخو في محافظة دهوك بإقليم كردستان العراق بقصفٍ مدفعي أودى بحياة ثمانية أشخاصٍ على الأقل.
  - موجة حر شديدة تجتاح أوروبا وتؤدي إلى اندلاع حرائق غابات، ووفاة أكثر من 3600 شخصًا.
- 2023 - محتجون عراقيون يقتحمون السفارة السويدية في بغداد بعد إحراق القرآن في السويد على يد لاجئٍ عراقي مسيحي.

## مواليد
- 356 ق.م - الإسكندر الأكبر، حاكم الإمبراطورية المقدونية.
- 810 - محمد بن إسماعيل البخاري، أحد أشهر علماء الحديث وصاحب صحيح البخاري.
- 1816 - ويليام بومان، طبيب إنجليزي.
- 1822 - غريغور يوهان مندل، راهب وعالم نمساوي يعرف باسم مؤسس علم الوراثة.
- 1864 - إريك أكسل كارلفلت، شاعر سويدي حاصل على جائزة نوبل في الأدب عام 1931.
- 1897 - تاديوش رايخشتاين، طبيب سويسري حاصل على جائزة نوبل في الطب عام 1950.
- 1899 - أحمد علام، ممثل مصري.
- 1911 - سهير القلماوي، أديبة مصرية.
- 1919 - إدموند هيلاري، مستكشف نيوزيلندي وأول شخص يصل إلى قمة جبل إفرست في العالم.
- 1924 - إلياس سركيس، رئيس الجمهورية اللبنانية.
- 1928 - محمد رشدي، مغني مصري.
- 1931 - إبراهيم العرابي، رئيس أركان القوات المسلحة المصرية.
- 1935 -
  - جف شيل، عالم بلجيكي في علم الأحياء الجزيئي.
  - شارل رزق، حقوقي وسياسي لبناني.
- 1938 -
  - روجر هنت، لاعب كرة قدم إنجليزي.
  - دنيز بايقال، سياسي تركي.
- 1947 - جيرد بينيج، عالم فيزياء ألماني حاصل على جائزة نوبل في الفيزياء عام 1986.
- 1953 -
  - لاديسلاف يوركميك، لاعب ومدرب كرة قدم سلوفاكي.
  - توماس فريدمان، صحفي وكاتب أمريكي.
- 1962 - سمير القنطار، مقاوم لبناني.
- 1963 - مي شدياق، إعلامية لبنانية.
- 1969 - جوش هولواي، ممثل أمريكي.
- 1971 - ساندرا أوه، ممثلة كندية.
- 1973 - الأمير هاكون، ولي العهد في النرويج.
- 1975 - راي ألين، لاعب كرة سلة أمريكي.
- 1977 - كيكي موسامبا، لاعب كرة قدم هولندي.
- 1979 - ميكلوش فيهير، لاعب كرة قدم هنغاري.

## وفيات
- 1454 - خوان الثاني، ملك قشتالة.
- 1866 - برنارد ريمان، عالم رياضيات ألماني.
- 1903 - ليون الثالث عشر، بابا الكنيسة الرومانية الكاثوليكية.
- 1927 - فرديناند الأول ملك رومانيا.
- 1936 - خوسي سانخورخو، عسكري إسباني.
- 1937 - غولييلمو ماركوني، عالم فيزياء إيطالي حاصل على جائزة نوبل في الفيزياء عام 1909.
- 1951 - عبد الله الأول، مؤسس وملك المملكة الأردنية الهاشمية.
- 1966 - موسى كاشف الغطاء، فقيه وكاتب عراقي.
- 1973 - بروس لي، ممثل ولاعب كاراتيه أمريكي من أصول صينية.
- 1985 - محمود علي البنا، من مشاهير قراء القرآن في مصر.
- 1994 - محمد تقي الخوئي، فقيه مسلم عراقي.
- 2012 - هشام الاختيار، سياسي سوري.
- 2013
  - هيلين توماس، إعلامية أمريكية من أصل لبناني، واحدة من أبرز مراسلي البيت الأبيض.
  - دليل قسوس، سياسي أردني، كان سفيرًا لدولة فلسطين لدى العراق.
- 2017 - تشستر بنينغتون موسيقي أمريكي.
- 2022 -
  - أحمد مرسي، أستاذ جامعي مصري.
  - سليمان الملا، ملحن ومطرب كويتي.

## أعياد ومناسبات
- عيد الاستقلال في كولومبيا.
- عيد مار إلياس في الكنائس الكاثوليكية والأرثوذكسية الشرقية.

## وصلات خارجية
- وكالة الأنباء القطريَّة: حدث في مثل هذا اليوم.
- النيويورك تايمز: حدث في مثل هذا اليوم.
- BBC: حدث في مثل هذا اليوم.